# Aeropuerto de Sarnia
El Aeropuerto de Sarnia (del inglés: Sarnia (Chris Hadfield) Airport) (IATA: YZR, OACI: CYZR) está ubicado a 4 MN (7,4 km; 4,6 mi) al noreste de North Bay, Ontario, Canadá.
Este aeropuerto fue nombrado en honor a Chris Hadfield, un astronauta canadiense.
Este aeropuerto es clasificado por NAV CANADA como un puerto de entrada y es servido por la Canada Border Services Agency. Los oficiales de la CBSA pueden atender aviones de hasta 30 pasajeros.

## Aerolíneas y destinos
- Air Canada
  -  Air Creebec
    - Toronto / Aeropuerto Internacional Toronto Pearson